# Hugh Grosvenor (2e duc de Westminster)
Pour les articles homonymes, voir Hugh Grosvenor.
Hugh Richard Arthur Grosvenor, appelé familièrement Bendor (19 mars 1879 – 19 juillet 1953), 2e duc de Westminster, est un aristocrate britannique.

## Biographie
Il est le fils de Victor Alexander Grosvenor, comte Grosvenor, et de Lady Sibell Mary Lumley, fille du 9e comte de Scarborough. Il est le petit-fils de Hugh Grosvenor (1825-1899), 1er duc de Westminster, et un proche du roi George V du Royaume-Uni.
Il participe à la course motonautique des Jeux olympiques de 1908. En 1911, il fait construire le château Woolsack à Mimizan, où il organise des parties de chasse et reçoit des invités prestigieux. Ce château lui est offert par la couronne britannique, en reconnaissance du courage dont il a fait preuve pendant la seconde guerre des Boers et pour le service rendu.
Le duc est connu pour avoir fréquenté Coco Chanel (lui ayant fait construire la villa La Pausa) et Aimée de Heeren.
Il est marié quatre fois :
1. avec Constance Cornwallis-West (en), sœur de Daisy Cornwallis-West,
2. avec Violet Cripps, baronne Parmoor,
3. avec Loelia Mary Ponsonby, fille de Frederick Ponsonby, baron Sysonby,
4. avec Anne (Nancy) Winifred Sullivan (en) (1915–2003), qui lui a survécu 50 ans.

En 1914, il acquiert le voilier Belem, qu'il transforme en yacht de luxe, le conservant jusqu'en 1921.